# Gioachino Zopfi
Gioachino Zopfi (Schwanden, 21 ottobre 1821 – Ranica, 26 maggio 1889) è stato un imprenditore svizzero tessile, originario del cantone di Glarona, naturalizzato italiano.
Gioachino Zopfi, alias Joachim Zopfi, è stato un importante imprenditore tessile della seconda metà dell'800 rappresentante di quella comunità protestante di industriali d'oltralpe che diedero grande impulso allo sviluppo dell'industria manifatturiera nell'Italia post-unitaria, in particolar modo in Lombardia.

## Famiglia
Gioachino Zopfi era figlio di Samuele Zopfi (3.1.1790†28.2.1833) e di Anna Maria Tschudi (2.4.1795†15.7.1856).
Gioachino era fratello di Samuele che l'anno precedente aveva impiantato a Redona un grande mulino per la macinazione meccanica dei cereali e zio di Alfredo che sarà il titolare della ditta Alfredo Zopfi & C. il cui premiato stabilimento meccanico con fonderia in Monza sarà acquisito nel 1901 dalla Società Anonima Meccanica Lombarda.
Gioachino Zopfi era sposato dall'11.5.1843 con Anna Maria Aebli (1.3.1824†17.1.1915) da cui ebbe due figli: Enrico (6.9.1849†9.12.1881) e Emilio (2.12.1855†1.10.1885) morti giovani entrambi di malattia. 
Sono sepolti nella cappella di famiglia del cimitero evamgelico di Bergamo, insieme ai genitori.

## Attività

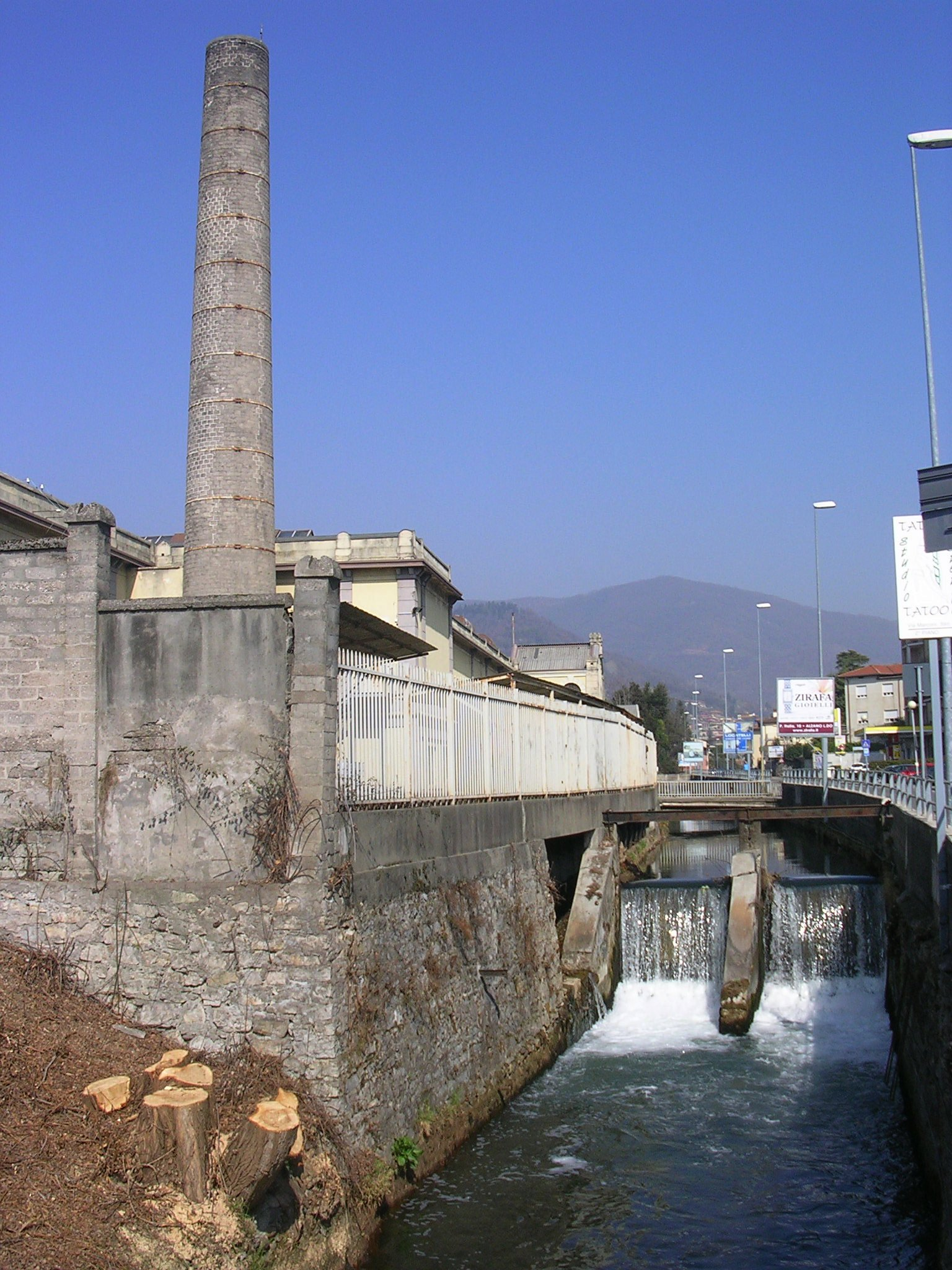
lo stabilimento Zopfi a Ranica presso la roggia Serio Grande

Gioachino Zopfi nel 1868 si trasferì con la sua famiglia in Italia a Ranica, in provincia di Bergamo, dove impiantò un'importante industria per la filatura del cotone sulla riva del fiume Serio al posto di una preesistente vecchia filanda. 
In pochi anni l'attività manifatturiera ebbe uno sviluppo notevole grazie anche al massiccio investimento di capitali richiesto dalla meccanizzazione del processo produttivo oltre che alla presenza sul territorio di risorse energetiche e di manodopera a buon mercato. Testimonianza della rilevanza nella economia locale dell'industria tessile che Gioachino Zopfi insediò a Ranica, e tuttora in attività, è lo stemma del comune di Ranica riproducente una ruota dentata, simbolo della tessitura Zopfi. 
La sorella Anna Zopfi era sposata con Pietro Tschudi, anch'esso originario di Schwanden, che con il fratello Alfredo Tschudi, pochi giorni prima della morte di Gioachino entreranno nella neo-costituita società in nome collettivo “Gioachino Zopfi” con il quaranta per cento del capitale.
A loro succederà Enrico Tschudi.
Dopo la morte di Gioachino Zopfi, avvenuta il 26 maggio 1889
, nella direzione dell'azienda subentrerà la moglie Anna Maria Aebli.
Successivamente l'azienda sarà acquisita dal gruppo Fincori nel 1990, ma fino ad allora è stata gestita e controllata dal ristretto gruppo di parenti tutti rigorosamente originari di Schwanden nel cantone svizzero di Glarona come testimoniato dalle relazioni di parentela della famiglia di Gioachino Zopfi.

## Antenati
|                                  |                                   |                                     | Genitori                       |  |  | Nonni |  |  | Bisnonni                  |  |  | Trisnonni                  |  |
|                                  |                                   |                                     |                                |  |  |       |  |  | Samuele Zopfi (1737-1822) |  |  | Heinrich Zopfi (1703-1766) |  |
|                                  |                                   |                                     |                                |  |  |       |  |  | Samuele Zopfi (1737-1822) |  |  | Heinrich Zopfi (1703-1766) |  |
|                                  |                                   | Rosina Spaelti (1713-1765)          |                                |  |  |       |  |  | Samuele Zopfi (1737-1822) |  |  |                            |  |
| Davide Zopfi (1767-1835)         |                                   |                                     |                                |  |  |       |  |  | Samuele Zopfi (1737-1822) |  |  |                            |  |
|                                  |                                   | Anna Maria Hefti (1746-1803         | David Hefti                    |  |  |       |  |  |                           |  |  |                            |  |
|                                  |                                   | Anna Maria Hefti (1746-1803         | David Hefti                    |  |  |       |  |  |                           |  |  |                            |  |
|                                  |                                   | Anna Maria Hefti (1746-1803         | Anna Feldmann                  |  |  |       |  |  |                           |  |  |                            |  |
| Samuele Zopfi (1790-1833)        |                                   | Anna Maria Hefti (1746-1803         |                                |  |  |       |  |  |                           |  |  |                            |  |
|                                  |                                   | Ludwig Luchsinger                   | …                              |  |  |       |  |  |                           |  |  |                            |  |
|                                  |                                   | Ludwig Luchsinger                   | …                              |  |  |       |  |  |                           |  |  |                            |  |
|                                  |                                   | Ludwig Luchsinger                   | …                              |  |  |       |  |  |                           |  |  |                            |  |
| Anna Luchsinger (1771-1828)      |                                   | Ludwig Luchsinger                   |                                |  |  |       |  |  |                           |  |  |                            |  |
|                                  |                                   | Katharina Blumer                    | …                              |  |  |       |  |  |                           |  |  |                            |  |
|                                  |                                   | Katharina Blumer                    | …                              |  |  |       |  |  |                           |  |  |                            |  |
|                                  |                                   | Katharina Blumer                    | …                              |  |  |       |  |  |                           |  |  |                            |  |
| Gioachino Zopfi (1821-1889)      |                                   | Katharina Blumer                    |                                |  |  |       |  |  |                           |  |  |                            |  |
|                                  | Johann Kaspar Tschudi (1734-1793) | Johann Heinrich Tschudi (1706-1785) |                                |  |  |       |  |  |                           |  |  |                            |  |
|                                  | Johann Kaspar Tschudi (1734-1793) | Johann Heinrich Tschudi (1706-1785) |                                |  |  |       |  |  |                           |  |  |                            |  |
|                                  | Johann Kaspar Tschudi (1734-1793) | Anna Heer (1709-1747)               |                                |  |  |       |  |  |                           |  |  |                            |  |
| Joachim Tschudi (1768-1806)      | Johann Kaspar Tschudi (1734-1793) |                                     |                                |  |  |       |  |  |                           |  |  |                            |  |
|                                  |                                   | Anna Maria Legler (1741-1789)       | Joachim Legler (1699-1770)     |  |  |       |  |  |                           |  |  |                            |  |
|                                  |                                   | Anna Maria Legler (1741-1789)       | Joachim Legler (1699-1770)     |  |  |       |  |  |                           |  |  |                            |  |
|                                  |                                   | Anna Maria Legler (1741-1789)       | Anna Maria Klauser (1703-1789) |  |  |       |  |  |                           |  |  |                            |  |
| Anna Maria Tschudi (1795-1856)   |                                   | Anna Maria Legler (1741-1789)       |                                |  |  |       |  |  |                           |  |  |                            |  |
|                                  |                                   | Johann Conrad Warth (1726-1787)     | …                              |  |  |       |  |  |                           |  |  |                            |  |
|                                  |                                   | Johann Conrad Warth (1726-1787)     | …                              |  |  |       |  |  |                           |  |  |                            |  |
|                                  |                                   | Johann Conrad Warth (1726-1787)     | …                              |  |  |       |  |  |                           |  |  |                            |  |
| Anna Katharina Warth (1772-1844) |                                   | Johann Conrad Warth (1726-1787)     |                                |  |  |       |  |  |                           |  |  |                            |  |
|                                  |                                   | Verena Durst (1744-1811)            | …                              |  |  |       |  |  |                           |  |  |                            |  |
|                                  |                                   | Verena Durst (1744-1811)            | …                              |  |  |       |  |  |                           |  |  |                            |  |
|                                  |                                   | Verena Durst (1744-1811)            | …                              |  |  |       |  |  |                           |  |  |                            |  |
|                                  |                                   | Verena Durst (1744-1811)            |                                |  |  |       |  |  |                           |  |  |                            |  |